# 1097.
◄ | 10. stoljeće | 11. stoljeće | 12. stoljeće | ►
◄ | 1060-ih | 1070-ih | 1080-ih | 1090-ih | 1100-ih | 1110-ih | 1120-ih | ►
◄◄ | ◄ | 1094. | 1095. | 1096. | 1097. | 1098. | 1099. | 1100. | ► | ►►
Arhitektura • Astronomija • Knjige • Književnost • Kršćanstvo • Medicina • Pravo • Promet • Znanost

## Događaji
- Križari su u Prvom križarskom ratu u pohodu preko Male Azije izborili prvu pobjedu osvojivši Niceju (lipanj), a potom su pobijedili u bitki kod Dorileja (srpanj).
- Travanj/svibanj: Zametnuta Bitka na Gvozdu, jedna od najpresudnijih prekretnica u hrvatskoj povijesti s dalekosežnim posljedicama, u kojoj je ugarska vojska nanijela težak poraz Hrvatima i koja je pogibijom kralja Petra Svačića značila da od tada hrvatskim zemljama više nikad nisu vladali kraljevi narodne krvi, nego oni tuđinskog podrijetla, a srednjovjekovna je hrvatska država, premda zadržavši mnoge atribute državnosti, bila izložena mnogobrojnim stranim utjecajima i teritorijalnim posizanjima, što je potrajalo sve do današnjih dana.

## Smrti
- Travanj/svibanj: Petar Svačić (Snačić), hrvatski kralj, poginuo u bitki na Gvozdu

## Vanjske poveznice
|  | Zajednički poslužitelj ima još gradiva o temi 1097. |